# 達比克
36°32′23.2″N 37°16′10.4″E / 36.539778°N 37.269556°E
達比克（阿拉伯语：‎）是敘利亞北部一個村莊，位於阿勒頗東北部約40公里，距敘利亞—土耳其邊境不到10公里。據2004年的統計，達比克僅有3,364人。
達比克並非以現實戰略意義而著稱，但它具有高度的象征意義。在聖訓的伊斯蘭教末世論中，這裡是穆斯林與基督徒決戰並得勝的地方。恐怖主義聖戰組織“伊斯蘭國”的電子期刊名為《達比克》，亦即透露與西方世界決戰之意。